# Willem de Sitter
Willem de Sitter (n. 6 mai 1872, Sneek, Provincia Frizia, Țările de Jos – d. 20 noiembrie 1934, Leiden, Olanda de Sud, Țările de Jos) a fost un matematician, fizician și astronom neerlandez.

## Biografie
Născut în Sneek, de Sitter a studiat matematica la Universitatea din Groningen și apoi s-a alăturat laboratorului astronomic din Groningen. A lucrat la Observatorul din Cape din Africa de Sud (1897–1899). Apoi, în 1908, de Sitter a fost numit la catedra de astronomie de la Universitatea din Leiden. A fost director al Observatorului din Leiden din 1919 până la moartea sa.
De Sitter a adus contribuții majore în domeniul cosmologiei fizice. El a fost co-autor al unei lucrări împreună cu Albert Einstein în 1932 în care au discutat despre implicațiile datelor cosmologice privind curbura universului. De asemenea, el a venit cu conceptul de spațiu de Sitter și univers de Sitter, o soluție pentru teoria relativității generale a lui Einstein în care nu există materie și o constantă cosmologică pozitivă. Acest lucru are ca rezultat un univers gol în expansiune exponențială. De Sitter a cercetat mișcările sateliților lui Jupiter.
Willem de Sitter a murit după o scurtă boală în noiembrie 1934.

## Onoruri
În 1912, a devenit membru al Academiei Regale Neerlandeze de Arte și Științe.

## Premii
- Premiul James Craig Watson (1929)
- Medalia Bruce (1931)
- Medalia de Aur a Societății Astronomice Regale (1931)
- Premiul Jules Janssen, cel mai înalt premiu acordat de Societatea Astronomică din Franța (1934)

## Numite după el
- Craterul De Sitter de pe Lună
- Asteroidul 1686 De Sitter
- univers de Sitter
- spațiu de Sitter
- spațiu anti-de Sitter
- relativitate specială invariantă de Sitter
- univers Einstein–de Sitter
- precesie de Sitter
- geometrie de Sitter–Schwarzschild

## Familie
Unul dintre fiii săi, Ulbo de Sitter (1902 - 1980), a fost geolog neerlandez, iar unul dintre fiii „lui” a fost sociolog neerlandez Ulbo de Sitter (1930 - 2010).
Un alt fiu al lui Willem, Aernout de Sitter (1905 – 15 septembrie 1944), a fost directorul Observatorului Bosscha din Lembang, Indonezia (pe atunci Indiile de Est Neerlandeze), unde a studiat roiul globular Messier 4.

## Publicații selectate

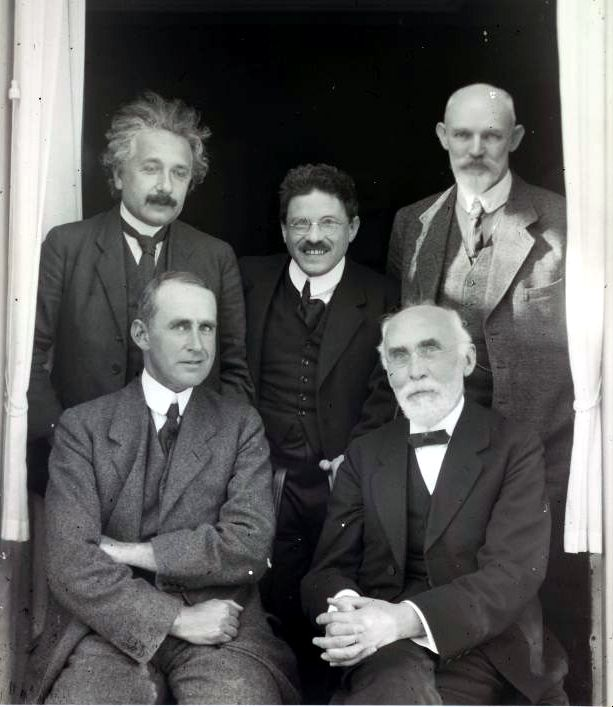
Einstein, Ehrenfest, Willem de Sitter, Eddington și Lorentz în Leiden (1923)

- De Sitter, W. (1911). „On the bearing of the Principle of Relativity on Gravitational Astronomy”. Monthly Notices of the Royal Astronomical Society. 71 (5): 388–415. doi:10.1093/mnras/71.5.388 . hdl:2027/mdp.39015019246357.
- De Sitter, W. (1913). „A proof of the constancy of the velocity of light”. Proceedings of the Royal Netherlands Academy of Arts and Sciences. 15 (II): 1297–1298. Bibcode:1913KNAB...15.1297D.
  - „Ein astronomischer Beweis für die Konstanz der Lichtgeschwindigkeit” [An astronomical proof of the constancy of the speed of light]. Physikalische Zeitschrift. 14: 429. 1913.
- „On the constancy of the velocity of light”. Proceedings of the Royal Netherlands Academy of Arts and Sciences. 16 (I): 395–396. 1913.
- De Sitter, W. (1913). „Über die Genauigkeit, innerhalb welcher die Unabhängigkeit der Lichtgeschwindigkeit von der Bewegung der Quelle behauptet werden kann” [On the accuracy within which the independence of the speed of light from the motion of the source can be asserted]. Physikalische Zeitschrift. 14: 1267. Bibcode:1913PhyZ...14.1267D.

- Despre teoria gravitației a lui Einstein și consecințele sale astronomice (On Einstein's theory of gravitation and its astronomical consequences):
  1. de Sitter, W. (14 iulie 1916). „On Einstein's Theory of Gravitation and its Astronomical Consequences. First Paper”. Monthly Notices of the Royal Astronomical Society (în engleză). 76 (9): 699–728. Bibcode:1916MNRAS..76..699D. doi:10.1093/mnras/76.9.699. ISSN 0035-8711 – via Oxford University Press.
  2. de Sitter, W. (8 decembrie 1916). „On Einstein's Theory of Gravitation and its Astronomical Consequences. Second Paper”. Monthly Notices of the Royal Astronomical Society (în engleză). 77 (2): 155–184. Bibcode:1916MNRAS..77..155D. doi:10.1093/mnras/77.2.155 . ISSN 0035-8711 – via Oxford University Press.
  3. de Sitter, W. (9 noiembrie 1917). „On Einstein's Theory of Gravitation and its Astronomical Consequences. Third Paper”. Monthly Notices of the Royal Astronomical Society (în engleză). 78 (1): 3–28. Bibcode:1917MNRAS..78....3D. doi:10.1093/mnras/78.1.3 . ISSN 0035-8711 – via Oxford University Press.

### Necrologuri
- AN 253 (1934) 495/496 (un rând)
- JRASC 29 (1935) 1
- MNRAS 95 (1935) 343
- Obs 58 (1935) 22
- PASP 46 (1934) 368 (un paragraf)
- PASP 47 (1935) 65